# Der Geist von Mae Nak
Der Geist von Mae Nak (Thai: นาค รักแท้ วิญญาณ ความตาย, Aussprache: [nâːk rák tʰɛ́ː winjaːn kʰwaːm taːj] – wörtlich: Nak: Wahre Liebe, Geist, Sterben) ist eine von zahlreichen Verfilmungen der populären thailändischen Legende der Mae Nak, die 2005 in thailändisch-britischer Ko-Produktion entstand. Regie führte Mark Duffield.

## Handlung
Die Geschichte beginnt damit, dass ein thailändisches Paar, Nak und Mak, ein Haus kaufen wollen. Während der Besichtigung des Hauses sieht Mak einen Geist, der ihn fortan in Albträumen wiederbegegnet. Mak entscheidet sich dennoch zum Erwerb des Eigenheims. Nach dem Kauf erwirbt Nak ein Amulett in einem Laden. Kurz darauf wird der Hausverkäufer Fah scheinbar von einem Geist auf eine ungewöhnliche Weise geköpft.
Am nächsten Tag macht sich Nak, die Verlobte von Mak, auf den Weg zu einem Seher, um ihn zu ihrer bevorstehenden Hochzeit einzuladen. Kurz darauf findet die Hochzeit statt. In der Hochzeitsnacht ziehen beide in das gekaufte Haus ein. Mak sieht in seinen Träumen „den Geist“ wieder. Er merkt bald, dass etwas nicht stimmt.
Als Nak und Mak am nächsten Tag von der Arbeit zurückkommen, stellen sie fest, dass bei ihnen eingebrochen wurde und sämtliche Sachen gestohlen wurden. Mak zeigt den Diebstahl bei der Polizei an. Kurz darauf findet er seine Sachen, die zum Verkauf stehen, in einer Straße wieder. Bei dem Versuch, die Diebe zur Rede zu stellen, wird er von einem Auto erfasst. Seitdem liegt Mak im Koma. Bei dem Krankenbesuch erfährt Nak alleine von Mak, dass sie „Mae Nak“ finden solle. Da Nak die Geschichte von Mae Nak nicht kennt, fragt sie ihre Oma, die sie ihr wie folgt erzählt:
„Mae Nak“ sei ein Geist. Sie sei bei der erfolglosen Entbindung ihres Kindes verstorben. Ihre Liebe sei so stark, dass sie nach ihrem Tod immer noch als Geist sichtbar sei. Phi Mak, ihr Ehemann, der nichts von ihrem Tod wusste, kam nach Hause zurück. Er merkte nicht, dass seine Frau bereits verstorben war. Zwar versuchten die Nachbarn Phi Mak zu warnen, jedoch glaubte er nicht daran. Als er jedoch später ihren Leichnam sah, fand er sich damit ab. Um dem Spuk ein Ende zu bereiten, schnitt ein Mönch ein Stück von ihrem Schädel und seitdem schien Mae Nak verschwunden zu sein.
Zunächst kann Nak keine Zusammenhänge erkennen, als aber ihr Rechtsanwalt mitteilt, dass ihr Hausverkäufer Fah verstorben sei, wird sie allmählich misstrauisch. Sie erfährt, dass Fah ein Betrüger war (er hatte eine spezielle Klausel, mit der er den Verkaufspreis bedeutend erhöhen konnte, eingebaut), und dass er nie die Absicht hatte, das Haus zu verkaufen. Nun, da Fah gestorben ist, ist Nak die rechtmäßige Besitzerin des alten Hauses. Kurz darauf entdeckt Nak auf einem Flohmarkt ihre gestohlene Kleidung wieder. Bei dem Versuch, das Hemd zu entwenden, sieht sie das Amulett, welches Mak ihr geschenkt hat. Dieses schnappt sie und rennt vor den Dieben weg. Nak entwischt und der Dieb wird später von dem Geist von Mae Nak getötet.
Mit Hilfe des Amuletts sieht sie ihre alte Schule, in der sie sich mit Mak zum ersten Mal geküsst hat. Sie geht damit zum Seher und erfährt, dass dieses Amulett ursprünglich das fehlende Knochenstück von Mae Nak ist. Nak geht instinktiv zur alten Schule, unter der, wie sich später herausstellt, das Grab von Mae Nak ist. Nak organisiert Hilfe und gräbt an der besagten Stelle. Als sie die Knochen entdecken, wird sie von der Polizei überrascht und sie werden verhaftet.
Später, nachdem Nak entlassen wurde und Maks Zustand (inzwischen liegt er bei den Mönchen) sich nicht verbessert hat, bittet sie Chai, sie zur Leichenhalle zu schmuggeln, damit sie das fehlende Knochenstück von Mae Nak einsetzen kann und so ihr Geist wahrscheinlich befreit wird. Dies gelingt ihr und Mak wacht mitten in dem Exorzismusritual auf.
In der Schlussszene sieht man Nak und Mak im Bett, wo sie beide gleichzeitig von ihrem Albtraum verschwitzt aufwachen – offensichtlich war die ganze Geschichte ein schlechter Traum.

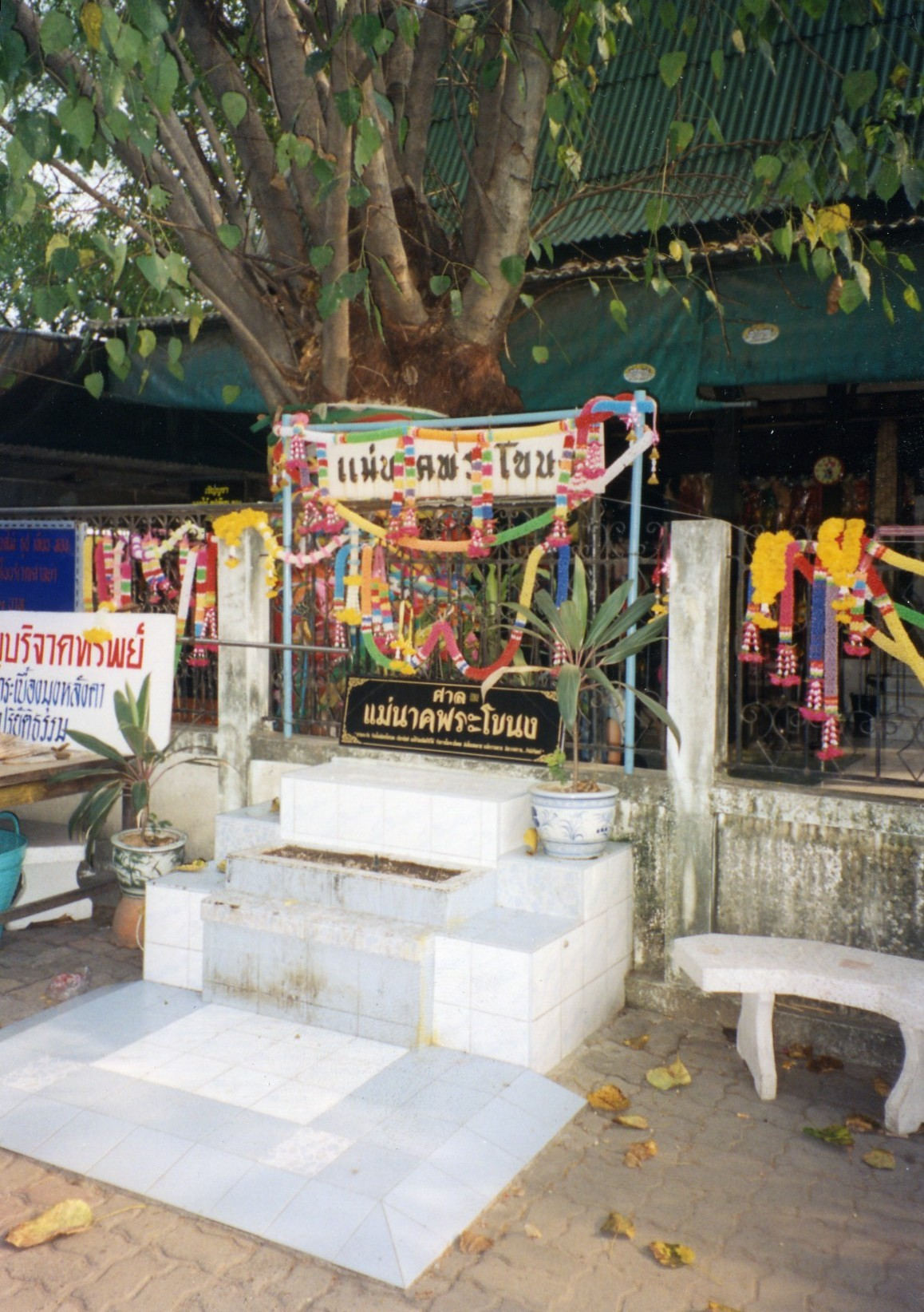
Mae-Nak-Schrein im Wat Maha Bud, Sukhumvit Soi 77, Suan Luang, Bangkok.

## Hintergrund
Der Legende nach soll vor über 100 Jahren eine gewisse „Mae Nak“ (Mutter Nak, auch „Nang Nak“ – Die Dame Nak) am Phra Khanong Kanal (Khlong Phra Khanong) in der Nähe des Tempels Wat Maha Bud zusammen mit ihrem Ehemann Thit Mak in einer winzigen Hütte gelebt haben. Als Mae Nak schwanger wurde, musste Thit Mak in den Krieg ziehen (in manchen Versionen der Legende ist es ein Krieg gegen die Burmesen, in anderen ist es nur irgendein Krieg). Während der Geburt starben Mutter und Kind, allerdings war der Geist der Mutter nicht bereit, diese Welt zu verlassen, da Mae Nak sehnsüchtig auf die Rückkehr ihres Gatten wartete. Als Mak schließlich begriff, dass seine Frau ein Geist war, floh er in den Tempel. Das erzürnte Mae Nak aber so sehr, dass sie die gesamte Umgebung terrorisierte. Als der Mönch Somdet Phra Phutthachan (To Phromrangsi) davon erfuhr, entfernte er in einer Zeremonie einen Teil ihres Stirn-Knochens. Er machte sich daraus eine Gürtelschnalle, die er immerwährend trug. Dadurch konnte dem Spuk ein Ende gemacht werden.
Wat Maha Bud, der Tempel in der Legende, ist ein buddhistischer Tempel (Wat), der bereits in der Ayutthaya-Periode gegründet wurde. Er wird heute von den Einheimischen auch „Wat Mae Nak Phra Khanong“ genannt, da sich in einer Ecke des Tempelgeländes ein Schrein für Mae Nak (auch „Mae Nak Phra Khanong“ – Mutter Nak aus Phra Khanong) befindet, der von den vielen Verehrern mit Blumengirlanden geschmückt wird. Wat Maha Bud befand sich früher im Bangkoker Bezirk Phra Khanong, nach einer Umstrukturierung liegt der Tempel seit 1990 im Bezirk Suan Luang.

## Kritiken
„Neuerliche Verfilmung der thailändischen „Nang Nak“-Legende, die Elemente der Geisterhaus-Geschichte mit asiatischen Gespenstergeschichten mischt und durch die ausgeklügelte Kameraarbeit eine dichte Atmosphäre aufbaut.“

## Frühere Verfilmungen des Stoffes
Vom Stoff der Mae-Nak-Legende gibt es (wie Romeo und Julia im westlichen Kulturraum) viele weitere Filmversionen vor und nach dieser Umsetzung. Laut Duffield soll seine Mae Nak die 21. Version sein.